# Фалю (община)
Фалю (на шведски: Falu kommun) е община разположена в лен Даларна, централна Швеция с обща площ 2288 km2 и население 56 767 души (към 31 декември 2013). Административен център е град Фалун.